# Košarkaški klub Meridiana Novi Sad
Il Košarkaški klub Meridiana Novi Sad è stata una società cestistica avente sede nella città di Novi Sad, in Serbia. Fondata nel 2010, ha disputato il campionato serbo fino al 2015, anno del suo scioglimento.
Giocava le partite interne nell'SC Futog, che ha una capacità di 2.100 spettatori.